# Julie Berghoff
Julie Berghoff (1970) è una scenografa statunitense.

## Biografia
Iniziò la sua carriera nel cinema costruendo modelli per un'azienda di effetti speciali a Chicago, cui seguì un'esperienza da direttore artistico per la serie animata The PJs con Eddie Murphy. Dopo aver lavorato per spot commerciali e video musicali, collaborando anche con Herb Ritts, Jared Hess e David LaChapelle, cura la scenografia per la sua prima opera cinematografica: il film del 2004 Saw - L'enigmista.

## Filmografia
- Underground - corto (2003)
- Un caso senza soluzione (Mystery Woman) - film TV (2003)
- Saw - L'enigmista (Saw), regia di James Wan (2004)
- Five Fingers - Gioco mortale (Five Fingers), regia di Laurence Malkin (2006)
- Orchids - corto (2006)
- Death Sentence, regia di James Wan (2007)
- Dead Silence, regia di James Wan (2007)
- Doggie Heaven - corto (2008)
- I ragazzi stanno bene (The Kids Are All Right), regia di Lisa Cholodenko (2010)
- When You Find Me - corto (2011)
- The Five-Year Engagement, regia di Nicholas Stoller (2012)
- L'evocazione - The Conjuring (The Conjuring), regia di James Wan (2013)
- Cattivi vicini (Neighbors), regia di Nicholas Stoller (2014)
- Olive Kitteridge - miniserie TV (2014)
- The Last Witch Hunter - L'ultimo cacciatore di streghe (The Last Witch Hunter), regia di Breck Eisner (2015)
- Army of the Dead, regia di Zack Snyder (2021)
- Renfield, regia di Chris McKay (2023)